# Casey Kaufhold
Casey Kaufhold (Lancaster, 6 marzo 2004) è un'arciera statunitense specialista dell'arco ricurvo.
Ha partecipato a due Olimpiadi: la prima, ancora diciassettenne, a Tokyo 2020 e la seconda a Parigi 2024, dove si è aggiudicata la medaglia di bronzo nella gara a squadre miste.
Ha vinto la medaglia d'argento nella gara individuale femminile ai Campionati mondiali di tiro con l'arco 2021 svoltisi a Yankton, negli Stati Uniti. Ha partecipato alle edizioni 2019 e 2023 dei Giochi panamericani, vincendo un totale di quattro medaglie d'oro e due di bronzo. Nel 2023 è diventata la prima statunitense a raggiungere la prima posizione nel ranking mondiale del ricurvo femminile.

## Carriera sportiva
Casey Kaufhold ha esordito nelle competizioni internazionali di arco ricurvo nel 2019 all'età di quindici anni. Ad aprile, nell'ambito della Coppa del mondo di tiro con l'arco 2019, in coppia con Brady Ellison, ha vinto la medaglia d'argento nella competizione a squadre miste tenutasi a Medellín, in Colombia.
Nello stesso anno, a giugno, ha partecipato alla gara a squadre femminile ai Campionati mondiali di tiro con l'arco svoltisi a 's-Hertogenbosch nei Paesi Bassi, dove però il team è stato eliminato al primo incontro dalla Svezia.
Ad agosto, ai Giochi panamericani 2019 di Lima, ha iniziato vincendo la medaglia di bronzo nell'individuale. Nella gara a squadre femminile, a cui partecipava insieme alle compagne veterane Khatuna Lorig e Erin Mickelberry, nonostante un inconveniente per la rottura dello stabilizzatore del suo arco, è riuscita a compensare la mira e infine la squadra si è aggiudicata l'oro. Ha vinto inoltre la medaglia d'oro nella gara mista, di nuovo in coppia con Brady Ellison.
Pochi giorni dopo in coppia con Josef Scarboro ha vinto la medaglia d'argento nella gara a squadre miste cadetti ai Campionati mondiali giovanili di tiro con l'arco svoltisi a Madrid.
Nel settembre 2019 ha stabilito un nuovo record mondiale juniores con un punteggio di 675 su 720 nel ranking round di 72 frecce dai 70 metri divenendo la prima arciera al di fuori della Corea a detenere il record.
Nel maggio 2021, durante il turno di qualificazione per le Olimpiadi di Tokyo, ha stabilito un nuovo record mondiale under 21 di 682 punti su 720 possibili nello stesso ranking round e ottenendo poi un posto nella squadra olimpica statunitense.
Alle Olimpiadi 2020 si è piazzata al 17º posto della classifica individuale femminile. Nella competizione a squadre, il team americano ha concluso al terzo posto nel turno di apertura ed è stato eliminato nei quarti di finale da Svetlana Gomboeva, Elena Osipova e Ksenja Perova della ROC.
Due mesi dopo le Olimpiadi, Casey Kaufhold ha vinto la medaglia d'argento nella gara individuale femminile ai Campionati mondiali di tiro con l'arco 2021 svoltisi a Yankton, negli Stati Uniti, battendo in semifinale la campionessa olimpionica An San e perdendo in finale contro la coreana Jang Min-hee. Il suo argento rappresenta il primo podio individuale per una statunitense nel ricurvo ai campionati mondiali dai tempi di Denise Parker nel 1989.
A novembre si è aggiudicata tre medaglie ai Giochi Panamericani Junior del 2021 svoltisi a Cali, in Colombia: ha vinto la medaglia d'oro nella gara a squadre miste, la medaglia d'argento nella gara a squadre femminile e la medaglia di bronzo nell'individuale. Pochi mesi dopo le è stato assegnato il premio Atleta dell'anno 2021 da World Archery Americas nella categoria cadetti ricurvo femminile.
Nel 2023 ha partecipato ai Campionati mondiali di tiro con l'arco svoltisi a Berlino arrivando quarta nell'individuale femminile e aggiudicandosi un posto per le Olimpiadi di Parigi. Ai Giochi Panamericani del 2023 svoltisi a Santiago del Cile, Kaufhold ha vinto tre medaglie: oro nella gara a squadre femminile insieme a Catalina GNoriega e Jennifer Mucino-Fernandez, oro nella gara a squadre miste in coppia con Brady Ellison e bronzo nell'individuale.
Ha partecipato ai Giochi olimpici di Parigi 2024 raggiungendo il quarto posto nel ranking round ma venendo eliminata nella gara individuale dalla triplice olimpionica Lei Chien-Ying della Cina di Taipei. Nella gara a squadre miste, cui ha partecipato in coppia con Brady Ellison, si è aggiudicata la medaglia di bronzo superando prima ai quarti la squadra giapponese, perdendo poi in semifinale contro la Germania e vincendo infine contro la squadra indiana formata da Dhiraj Bommadevara e Ankita Bhakat.

## Vita privata
Casey Kaufhold, i cui genitori possiedono uno dei maggiori negozi mondiali di forniture per tiro con l'arco, ha iniziato a tirare con l'arco da giovanissima e ha partecipato al suo primo torneo a 8 anni, allenandosi con il fratello Connor.

## Palmarès
- Giochi olimpici

 Bronzo nella gara a squadre miste a Parigi 2024
- Campionati mondiali di tiro con l'arco

 Argento nella gara individuale a Yankton 2021
- Giochi panamericani

 Oro nella gara a squadre femminile a Lima 2019
 Oro nella gara a squadre miste a Lima 2019
 Bronzo nella gara individuale a Lima 2019
 Oro nella gara a squadre femminile a Santiago 2023
 Oro nella gara a squadre miste a Santiago 2023
 Bronzo nella gara individuale a Santiago 2023